# Lede en Oudewaard
L(e)ede en Oudewaard was een heerlijkheid en gemeente in de Neder-Betuwe. Vervolgens werd het op 1 januari 1812 bij de gemeente Lienden gevoegd. Op 1 januari 1818 werd het een zelfstandige gemeente, waarbij ook het ten zuiden van de Rijn gelegen deel van de heerlijkheid Wolfswaard werd gevoegd. Op 1 januari 1822 werd de gemeente opgeheven en bij Kesteren gevoegd. Deze gemeente maakt sinds 1 januari 2003 deel uit van de gemeente Neder-Betuwe.
De grenzen van Lede en Oudewaard werden gevormd door twee waterlopen, aan de zuidzijde de Oude Rijn en aan de noordzijde de Lede, later Leigraaf genaamd.
Lede en Oudewaard was ontstaan door samenvoeging van de heerlijkheden Oudewaard en Ter Lede en van de Schuilenburgerwaard. Oudewaard was een leen van de Paulusabdij in Utrecht, net als de Schuilenburgerwaard die er net ten westen van lag in de oksel van Oude Rijn en Leigraaf. Ter Lede werd een leen van de hertogen van Gelre na de aankoop van Jan van Amstel en zijn zoon Willem in 1328 door Reinoud II.
In Lede en Oudewaard bevonden zich de kastelen Huis Ter Lede en Schuilenburg. Lede en Oudewaard kende 120 inwoners en 40 huizen in 2005.
Dorpen: Dodewaard · Echteld · IJzendoorn · Kesteren · Ochten · Opheusden

Buurtschappen: Den Akker · Eldik · Hien · Hoogbroek · Lakemond (deels) · Lede en Oudewaard · Ooij · Pottum · Wely

Gelderland: Steden en dorpen in Gelderland      Nederland: Provincies · Gemeenten